# テンチェン県
テンチェン県（テンチェンけん）は中華人民共和国チベット自治区チャムド市の県の一つ。蔵東峡谷地区に属する地形で、高山や峡谷の起伏あり。

## 歴史
1916年（民国5年）に設置された丁青宗を前身とし、宗治は甲子塘に設置された。1951年に昌都第一弁事処に改編された。1960年に色扎宗及び尺牘宗と統合され丁青県とされた。

## 行政区画
2鎮、11郷を管轄：
- 鎮：テンチェン鎮（丁青鎮）、尺牘鎮
- 郷：覚恩郷、沙貢郷、当堆郷、桑多郷、木塔郷、布塔郷、巴達郷、甘岩郷、嘎塔郷、色扎郷、協雄郷

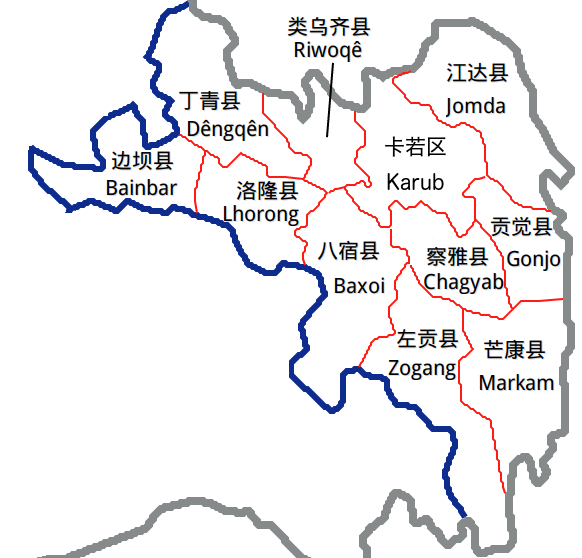
チャムド地区の行政区画

## 交通

### 道路
- 国道
  - G317国道

## 参考資料
- A. Gruschke: The Cultural Monuments of Tibet’s Outer Provinces: Kham - Volume 1. The Xizang Part of Kham (TAR), White Lotus Press, Bangkok 2004. ISBN 974-480-049-6
- Tsering Shakya: The Dragon in the Land of Snows. A History of Modern Tibet Since 1947, London 1999, ISBN 0-14-019615-3